# Uni Sport Lamentinois
L'Uni Sport Lamentinois est une équipe cycliste française évoluant au niveau amateur et basée en Guadeloupe. Elle est aussi connue sous l'acronyme USL, ou les noms d'Uni Sport Lamentin, US Lamentin ou US Lamentinois.

## Histoire de l'équipe
L'équipe est créée le 20 avril 1952 dans la commune de Lamentin, en Guadeloupe.

## Principales victoires

### Courses UCI
- Tour de la Guadeloupe : 2023 (Benjamin Le Ny)[2]
- Tour de la Guadeloupe : 2009 (Nicolas Dumont)[3]

### Courses non UCI
- Tour de Marie-Galante : 2022 (Alexys Brunel)
- Tour de Marie-Galante : 2012 (Nicolas Dumont)
- Tour de la Guadeloupe : 2003 (Daniel Bernal)[3]
- Tour de la Guadeloupe : 2000 (Daniel Bernal)[3]
- Tour de la Guadeloupe : 1999 (Daniel Bernal)[3]
- Tour de la Guadeloupe : 1985 (Éric Zubar)[3]
- Tour de la Guadeloupe : 1979 (Humbert Aristée)[3]

### Championnats régionaux
- Championnats des Îles de Guadeloupe sur route : 3
  - Course en ligne : 2024 (Yannis Agricole)
  - Contre-la-montre : 2021 (Cédric Locatin) et 2022 (Raphaël Lautone)

## Uni Sport Lamentinois en 2025

### Effectif
| Cycliste               | Date de naissance | Nationalité | Équipe 2024           |  |
| ---------------------- | ----------------- | ----------- | --------------------- |  |
| Yannis Agricole        | 13 janvier 2002   | France      | Uni Sport Lamentinois |  |
| Kaden Hopkins          | 24 mars 2000      | Bermudes    | Vendée U              |  |
| Jason Jacquet Cretides | 23 juillet 2005   | France      | Uni Sport Lamentinois |  |
| Marc Joly              | 17 mars 1981      | France      |                       |  |
| Cédric Locatin         | 6 octobre 1995    | France      | Uni Sport Lamentinois |  |
| Dilhan Will            | 24 mars 2000      | France      | Uni Sport Lamentinois |  |

### Victoires
Aucune victoire UCI.